# Онацкая, Надежда Васильевна
Надежда Васильевна Онацкая (Бондаренко) — директор средней школы № 173 города Киева. Герой Социалистического Труда (1978).
Родилась в многодетной крестьянской семье в селе Лисняки Полтавской области (ныне в черте города Яготина Киевской области) 9 августа 1923 года. В марте 1930 года семья была раскулачена, выселена в село Погорелое Талакутского сельсовета Няндомского района Архангельской области.
С осени 1931 года училась в начальной школе, позже перешла в Халмалеевскую среднюю школу. Поступила в Грязовецкое педагогическое училище (Вологодская область) и вступила в ВЛКСМ в 1938 году.
Надежда окончила педагогическое училище в 1941 году, по направлению устроилась учителем географии и физкультуры в Воронинскую неполную среднюю школу Угонского района Вологодской области. С начала Великой Отечественной войны перешла работать в военном госпитале № 252. В августе 1942 года назначена заведующей Погорельской начальной школы Няндомского района.
С 1945 по 1953 год Надежда работала учителем в Яготинском районе в Гаркутовской начальной школе, а затем заведующей Дворковской начальной школы. Спустя некоторое время она стала учителем русского языка и литературы Лисняковсой семилетней школы.
В 1958 году окончила Киевский государственный педагогический институт имени А. М. Горького на заочной форме обучения.
С 1953 работала учителем русского языка и литературы, в 1960—1961 годах — заместителем директора по учебно-воспитательной работе в средней школе № 22 Киева. В 1961 году она становится директором новой киевской школы № 173 имени В. Я. Чубаря; она была директором этой школы до конца своих дней.
За значительные заслуги в обучении и коммунистическом воспитании учеников указом Президиума Верховного Совета СССР от 27 июня 1978 года присвоено звание Героя Социалистического Труда с вручением ордена Ленина и золотой медали «Серп и Молот».
Надежда избиралась депутатом Жовтневого районного совета депутатов трудящихся города Киева десять раз, членом Киевского горкома КПСС — восемь раз, также она была членом Жовтневого райкома КПСС, Киевского горкома профсоюза работников образования и науки. Стала делегатом XXV съезда Коммунистической партии Украины в 1975 году, делегатом съезда учителей Украины в 1978-м, Всесоюзного съезда учителей — в 1978-м, X Всесоюзного съезда профсоюза работников образования и науки — в 1987 году.
Умерла 10 октября 1995 года.

## Награды
- Герой Социалистического Труда (27.06.1978)
- Орден Ленина (27.06.1978);
- Орден Отечественной войны II степени (11.03.1985);
- Орден «Знак Почёта»;
- медали, в том числе:
  - Медаль «За трудовое отличие»;
  - Медаль Макаренко
- Отличник народного образования УССР